# Curimata inornata
Curimata inornata är en fiskart som beskrevs av Vari, 1989. Curimata inornata ingår i släktet Curimata och familjen Curimatidae. Inga underarter finns listade i Catalogue of Life.